# قطار كوريا السريع
قطار كوريا السريع (بالإنجليزية: Korea Train eXpress)‏ ويختصر كاي تي إكس (بالإنجليزية: KTX)‏ هو نظام السكك الحديدية عالي السرعة في كوريا الجنوبية، والذي تديره شركة كوريل.

## التاريخ
كان محور سيول-بوسان هو ممر المرور الرئيسي في كوريا. في عام 1982، حيث كانت تمثل 65.8% من سكان كوريا الجنوبية، وهو رقم ارتفع إلى 73.3% بحلول عام 1995، إلى جانب 70% من حركة الشحن و66% من حركة الركاب. مع ازدحام كل من طريق جيونجبو السريع وخط جيونجبو في كوريل في أواخر السبعينيات، رأت الحكومة الحاجة الملحة إلى شكل آخر من أشكال النقل.

## الإنشاء
بدأ بناء الخط فائق السرعة من سول إلى بوسان في عام 1992، وتم إطلاق خدمات كاي تي إكس في 1 أبريل 2004.